# Parque nacional Bosencheve
El Parque Nacional Bosencheve es un parque nacional de México situado en el estado de México y Michoacán.

## Biodiversidad
De acuerdo al Sistema Nacional de Información sobre Biodiversidad de la Comisión Nacional para el Conocimiento y Uso de la Biodiversidad (CONABIO) en el Parque Nacional Bosencheve habitan más de 200 especies de plantas y animales de las cuales 25 se encuentran dentro de alguna categoría de riesgo de la Norma Oficial Mexicana NOM-059  y 5 son exóticas,